# Girocarro

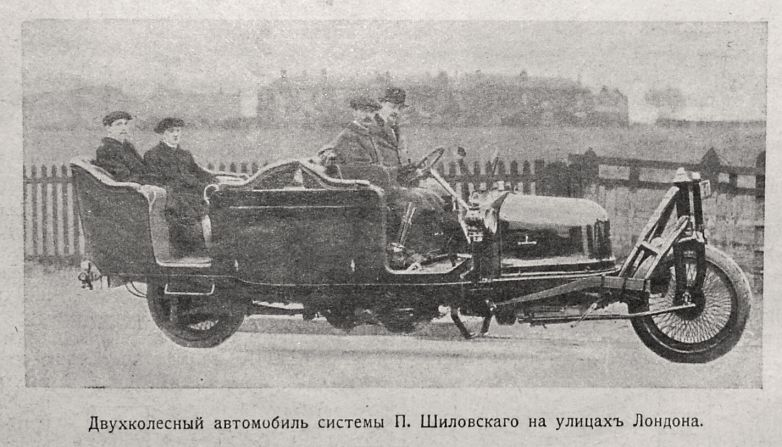
Girocarro de Pyotr Shilovsky em 1914.

Girocarro é um automóvel com duas rodas, diferentemente de uma motocicleta, onde o equilíbro é feito pelo condutor, no girocarro o equilíbrio é feito por um ou mais giroscópios conectados por um pêndulo a uma cremalheira.
O primeiro protótipo de um girocarro foi feito pelo russo Pyotr Shilovsky em 1912, posteiormente produzido pela empresa inglesa Wolseley Tool and Motorcar Company em 1914, com um carro de aproximadamente 20 hp, em 1927 Louis Brennan desenvolveu o primeiro girocarro elétrico, em 1967 a Ford apresentou um prótótipo do Ford Giron, veículo utilizando o mesmo recurso.